# Christian Schwarz-Schilling
Pour les articles homonymes, voir Schwarz et Schilling.
Christian Schwarz-Schilling est un homme politique allemand né le 19 novembre 1930 à Innsbruck. Il est membre de l'Union chrétienne-démocrate d'Allemagne (CDU).
Figure de la CDU du Land de Hesse, il est élu au Bundestag en 1976 et devient en 1982 ministre fédéral des Postes et des Télécommunications dans la coalition noire-jaune d'Helmut Kohl. Il assure alors la libéralisation du marché de la télévision, en introduisant le câble et les chaînes privées, et entame le processus de privatisation de la Deutsche Bundespost.
Il démissionne en 1992 pour protester contre l'absence de réaction de l'Allemagne au sujet de la guerre de Bosnie-Herzégovine, un pays où il sera médiateur à partir de 1995, puis haut-représentant de la communauté internationale de 2006 à 2007.

## Biographie

### Jeunesse et études
Il obtient son Abitur en 1950 à Berlin et effectue des études de langue, de culture est-asiatique et d'histoire à l'université Louis-et-Maximilien de Munich. Il les achève en 1956 en obtenant son doctorat.
L'année suivante, il est nommé directeur général de l'usine de batteries Sonnenschein GmbH, dont il démissionne en septembre 1982. En 1960, il adhère à la CDU.

### Ascension en politique
Élu au comité directeur du parti dans le Land de Hesse en 1964, il est élu deux ans plus tard député au Landtag. En 1967, le nouveau président régional de la CDU Alfred Dregger le nomme secrétaire général.
Il est nommé en 1971 au conseil d'administration de la chaîne publique Zweites Deutsches Fernsehen (ZDF). Quatre ans plus tard il est élu président de la commission de coordination de la politique des médias de la CDU/CSU en 1975. À l'occasion des élections fédérales de 1976, il se fait élire député au Bundestag et démissionne du Landtag.
Il devient, l'année suivante, vice-président de l'Union des PME de la CDU/CSU et abandonne en 1980 ses fonctions de secrétaire général de la CDU de Hesse.

### Ministre fédéral des Postes

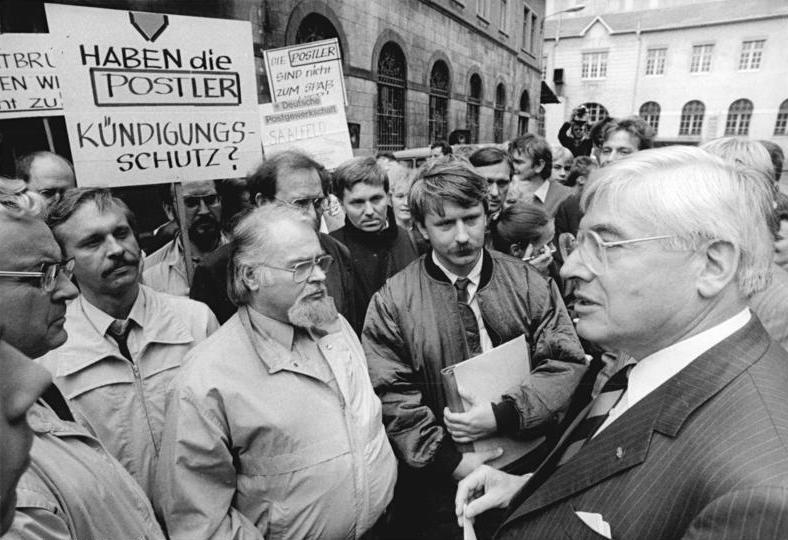
Christian Schwarz-Schilling avec des syndicalistes de La Poste en 1990.

À la suite de l'élection de Helmut Kohl en remplacement de Helmut Schmidt au poste de chancelier fédéral, Christian Schwarz-Schilling est nommé le 4 octobre 1982. En 1983, il quitte la présidence de la commission des médias du parti, puis abandonne en 1987 ses fonctions au sein de l'Union des PME.
Au cours de son mandat, la télévision par câble fait son arrivée en Allemagne, la télévision privée est autorisée et la Deutsche Bundespost est démantelée en prélude à sa privatisation. Le 17 décembre 1992, il démissionne afin de protester contre l'inaction de son pays face à la guerre de Bosnie-Herzégovine. Ayant passé dix ans et deux mois à ce poste, il en détient le record de longévité.

### Retrait du gouvernement
Réélu au Bundestag en 1994, il prend l'année suivante la présidence de la sous-commission des Droits de l'Homme et de l'Aide humanitaire de la commission des Affaires étrangères. Il en devient vice-président en 1998, lorsque celle-ci se transforme en une commission à part entière.
Il est associé principal au sein du cabinet Dr. Schwarz-Schilling & Partner GmbH, une société de conseil en gestion des affaires, entre 1993 et 2002.

### Haut-représentant en Bosnie
Médiateur international en Bosnie-Herzégovine à partir de 1995, il est nommé haut représentant international en Bosnie-Herzégovine le 14 décembre 2005 et est entré officiellement en fonction le 31 janvier 2006. Il se présente alors comme le « conseiller » du pays, celui qui « veut écouter les gens ». Il se voit remplacé par le diplomate Slovaque Miroslav Lajčák le 2 juillet 2007, alors qu'il devait être le dernier titulaire de ce poste.

### Vie privée
Christian Schwarz-Schilling est le fils du compositeur Reinhard Schwarz-Schilling.
Il est marié à Marie-Luise Schwarz-Schilling, catholique, père de deux enfants, et quatre fois grand-père.
Le 13 avril 2013, le Dalaï Lama a remis le prix Lumière de la vérité à Christian Schwarz-Schilling pour son soutien au Tibet dans ses travaux politiques et universitaires.